# New Bloomington
New Bloomington è un villaggio degli Stati Uniti d'America, situato nello stato dell'Ohio, nella contea di Marion.